# Viennale

Logo

Die Viennale, auch Vienna International Film Festival, ist mit einer Besucherzahl von rund 90.000 das größte internationale Filmfestival Österreichs. Seit ihrer ersten Ausgabe im Jahr 1960 entwickelte sich die Viennale zu einem erfolgreichen und international renommierten Publikumsfestival, das seinen Fokus nicht auf Star-Präsenz, Red-Carpet-Events oder Filmmarkt richtet, sondern vor allem dem anspruchsvollen Autoren-, Arthouse- und Experimentalfilm und seinen Protagonisten eine Plattform bieten will. Mit rund 350 Filmen in Haupt- und Nebenprogrammen ist die Viennale heute eines der akzentuiertesten und qualitätsvollsten europäischen Filmfestivals.

## Geschichte

Historisches Logo

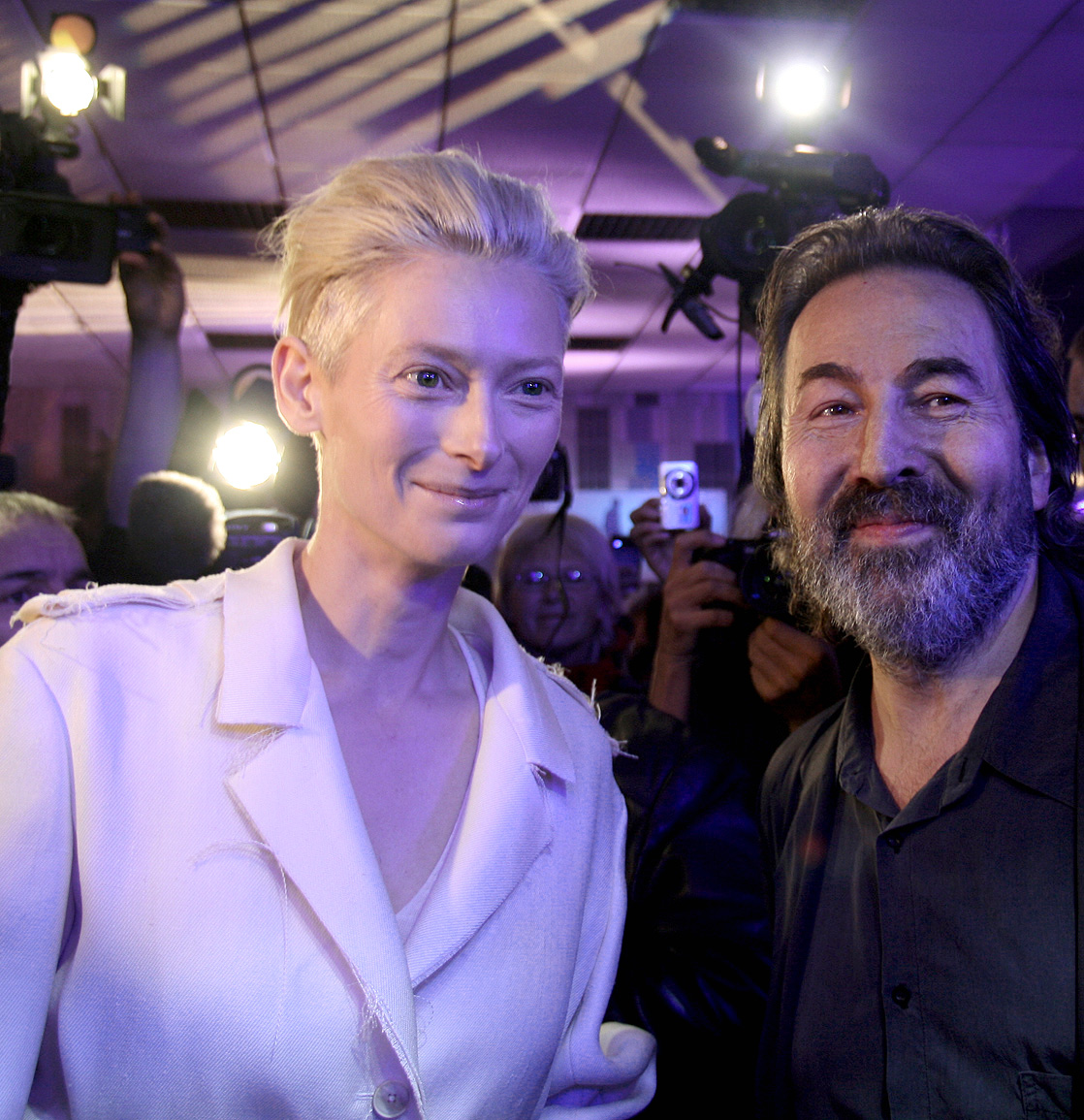
Tilda Swinton, Ehrengast der Viennale 2009, mit Festivalleiter Hans Hurch

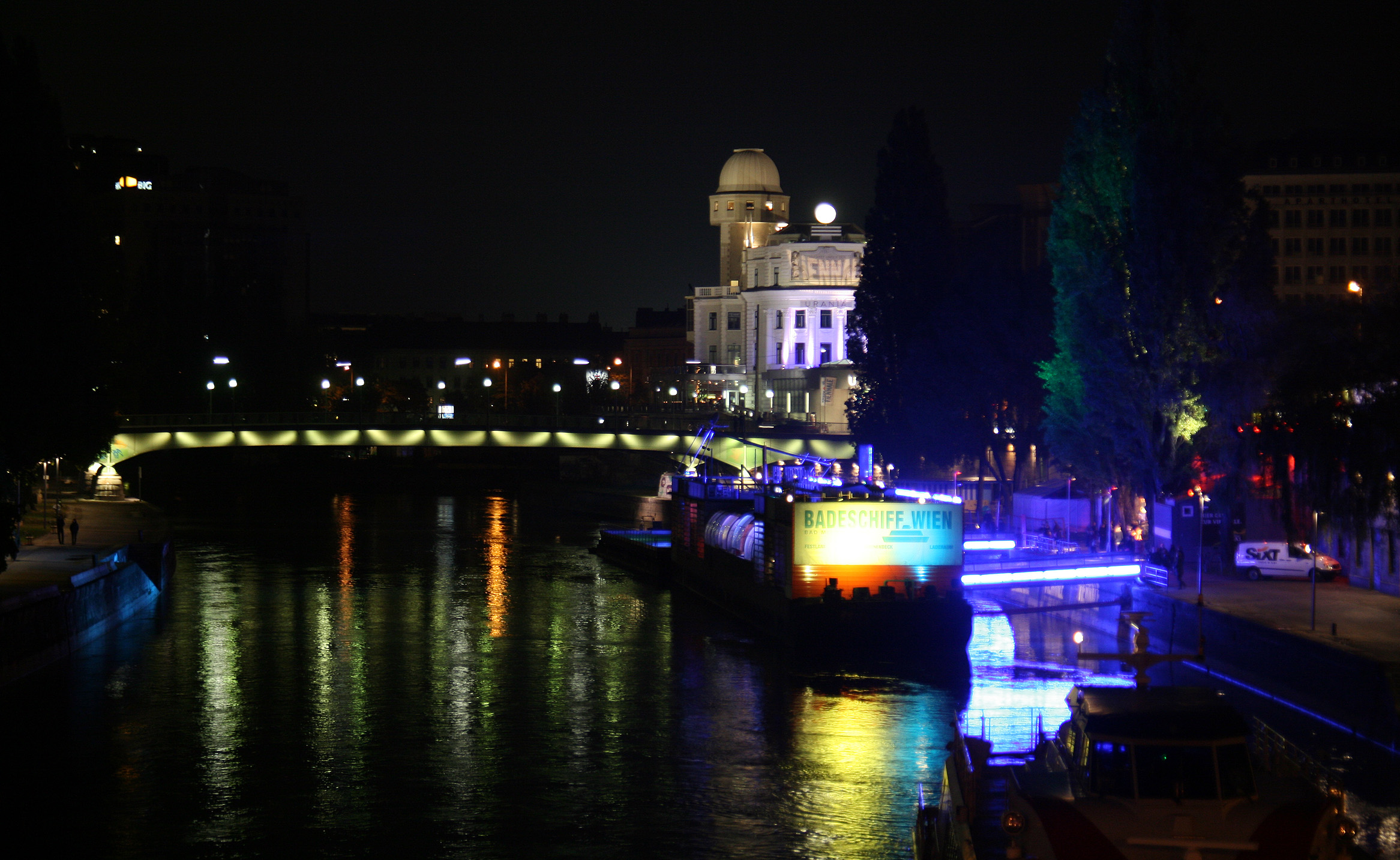
Das Badeschiff am Donaukanal, Festivalzentrum 2009 bis 2011, und Urania

Im Jahr 1960 verwirklichte der Verband der österreichischen Filmjournalisten die Idee, auch in Österreich ein internationales Filmfestival abzuhalten. Unter der Bezeichnung Erste Wiener Filmwoche wurden im Künstlerhaus neben 18 ausländischen Produktionen auch österreichische Filme gezeigt. Preise wurden nicht verliehen. 1962 wurde das junge Filmfestival, das nun bereits in Viennale umbenannt war, für ein Jahr in die Wiener Festwochen integriert. Da die Viennale im dichten Kulturprogramm der Festwoche nicht die erwünschte Aufmerksamkeit erzielen konnte, wurde sie bereits 1963 wieder ausgegliedert und als achttägiges Festival der Heiterkeit neu positioniert. Erstmals wurde mit Sigmund Kennedy ein Direktor bestellt. Das Programm konzentrierte sich nun auf qualitative Komödien, die in der Urania gezeigt wurden. 1968 wurde Otto Wladika neuer Festivalleiter und das Festival erhielt eine neue Ausrichtung. Unter dem Motto Filme, die uns nie erreichten wurde ein Schwerpunkt auf osteuropäische Filme gesetzt. Von nun an wurde jährlich ein Motto ausgewählt, das den Schwerpunkt des Festivals markieren sollte.
1970 stand das Festival ganz im Zeichen des Neuen Österreichischen Films, programmiert vom gleichnamigen Kuratorium, das eine Werkschau des unabhängigen österreichischen Filmschaffens der vergangenen zehn Jahre präsentierte. Ab 1971 war das Forum-Kino, das damals größte Kino der Stadt, neue Austragungsstätte des Festivals. Als neuer Festivalleiter wurde Edwin Zbonek bestellt, der die Viennale internationaler ausrichtete und die Anerkennung als B-Festival, ohne Wettbewerb, erreichte. 1973 fand die Viennale erstmals im Gartenbaukino statt.
Im Jahr 1978 wurde das Festival in den Oktober verlegt und die Dauer von acht auf 15 Tage erhöht. 1979 wurden auch Kinos in den Außenbezirken Wiens in das Festival eingebunden. Filme der Viennale wurden dort wiederholt, um mehr Interessenten mit den künstlerisch wertvollen Filmen zu erreichen. 1981 wurde die Festivalleitung um den Filmjournalisten und -produzenten Helmuth Dimko erweitert. 1983 fiel das Festival aufgrund finanzieller Probleme aus. 1984 fand es wieder im Gartenbaukino statt. 1987 wurde mit dem Wiener Filmpreis erstmals ein Preis auf der Viennale vergeben. Die nächste Vergabe fand erst 1991 statt. Seither wird er jährlich vergeben.
1988 übernahmen Helmuth Dimko und Veronika Haschka die Festivalführung. Das Hauptprogramm wurde um einige Sonderschauen erweitert, was starke Besucherzuwächse mit sich brachte. 1989 trat Dimko von der Festivalleitung zurück.
1991 erfuhr die Viennale eine große budgetäre Aufstockung. Die neue Direktion bestand aus dem renommierten Filmregisseur Werner Herzog und einem der Hauptakteure der Bewegung des Neuen Österreichischen Films, Reinhard Pyrker, die das Festival weiter professionalisierten und internationalisierten. Werkschauen und Retrospektiven wurden den Filmgrößen John Carpenter, Billy Wilder, Jon Jost und Gina Lollobrigida sowie dem chinesischen Filmschaffen gewidmet.
Im Jahr 1992 konnte die neue Direktion, bestehend aus Alexander Horwath und Wolfgang Ainberger, das Filmangebot erneut stark erweitern. Im Hauptprogramm fanden sich neben Autoren- und Avantgardefilmen auch große Hollywood-Produktionen und Actionfilme ein. 1993 wurde die Viennale erstmals auf vier Kinos verteilt: Urania-, Metro- sowie Künstlerhaus-Kino in der Innenstadt sowie das Stadtkino am Schwarzenbergplatz.
1994 übernahm Wolfgang Ainberger die Programmierung des Festivals, während Alexander Horwath das amerikanische Filmschaffen der 1960er-Jahre im Filmmuseum in einer Retrospektive für die Viennale aufbereitete. 1995 und 1996 war Horwath schließlich für die Programmierung der Viennale verantwortlich und konnte trotz starker Budgetkürzungen ein zwar schlankeres, aber dennoch von Publikum und Kritikern positiv angenommenes Festival durchführen. Auch wurde zusätzlich zum Wiener Filmpreis und dem Preis Neues Kino mit dem FIPRESCI-Preis ein neuer Preis eingeführt.

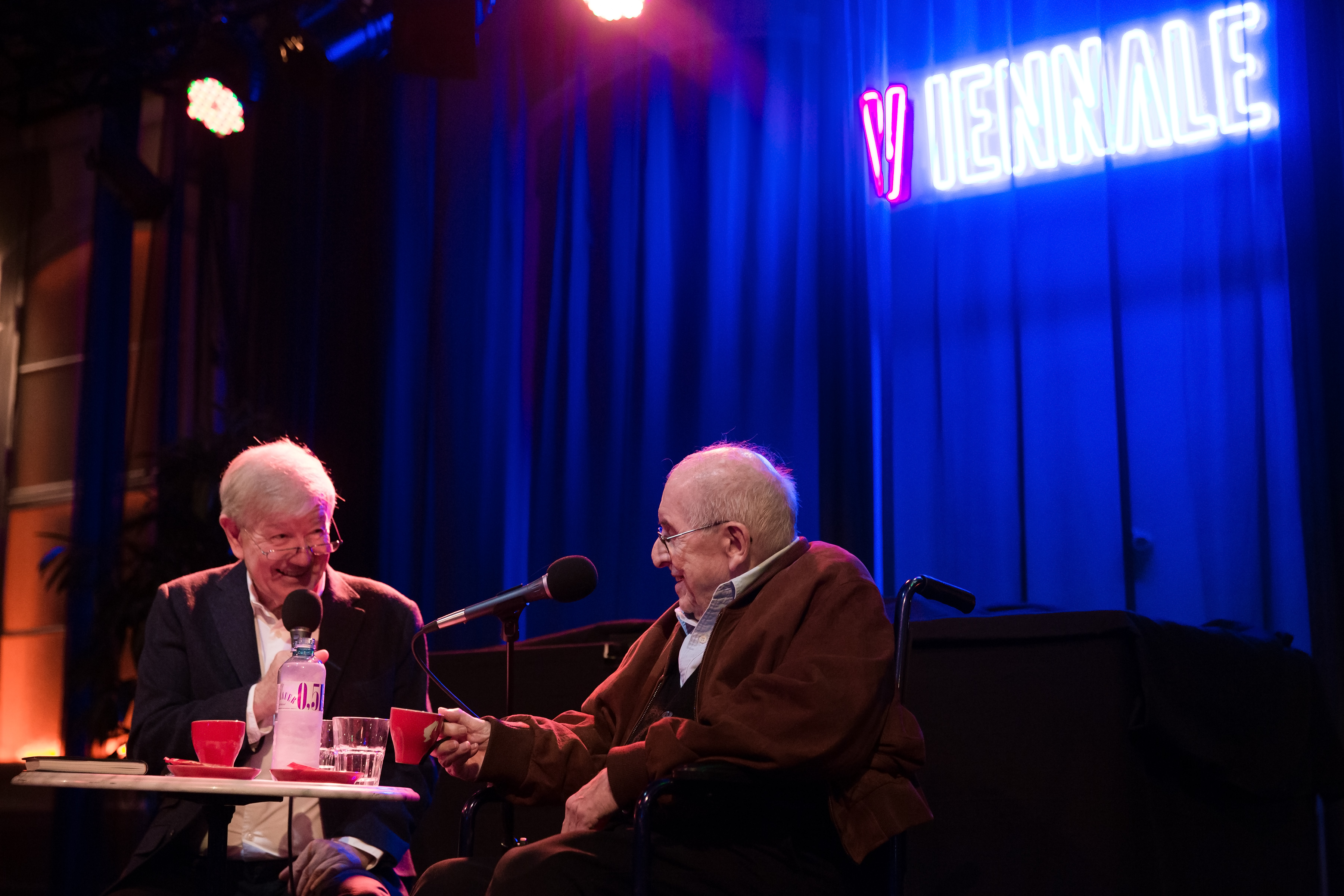
Gespräch im Festivalzentrum, Armin Thurnher mit Festivalpräsident Eric Pleskow (2015)

### Festivalleitung Hans Hurch (1997–2017)
1997 übernahm Hans Hurch die Festivalleitung, die er nach mehrmaliger Vertragsverlängerung bis zu seinem Tod im Juli 2017 innehatte. Eva Rotter übernahm 1998 die Geschäftsführung des Festivals. Gemeinsam mit Hans Hurch machte sie die Viennale zu einem global bedeutenden Filmfestival. Präsident der Viennale war von 1998 bis zu seinem Tod 2019 der österreichisch-amerikanischer Filmproduzent Eric Pleskow. 1999 wurde erstmals auch ein gesponserter Kurzfilmpreis vergeben.

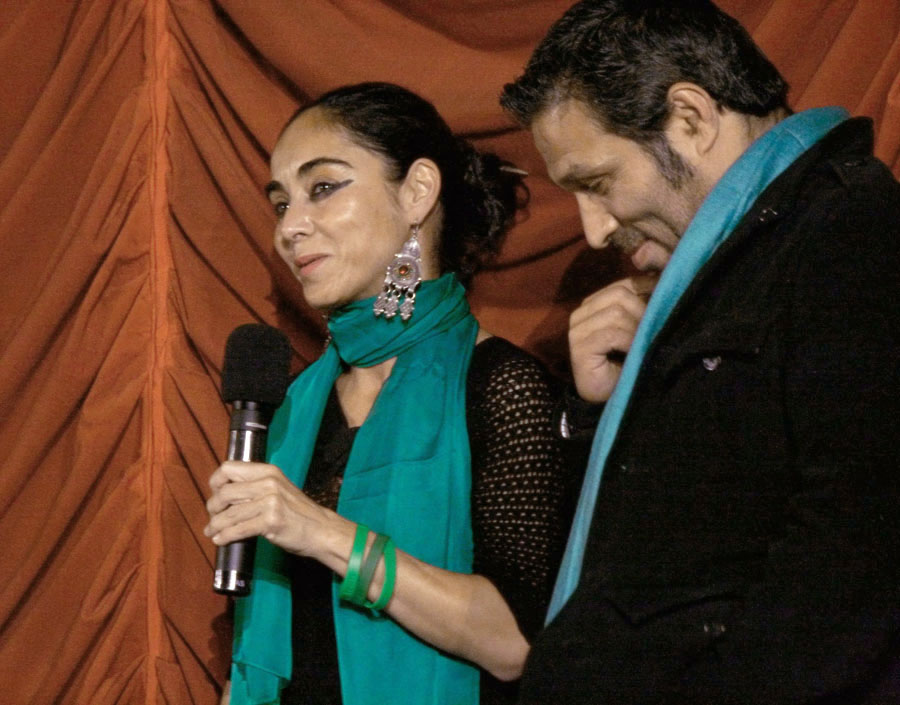
Shirin Neshat und Shoja Azari präsentieren Zanan bedun-e mardan (2009)

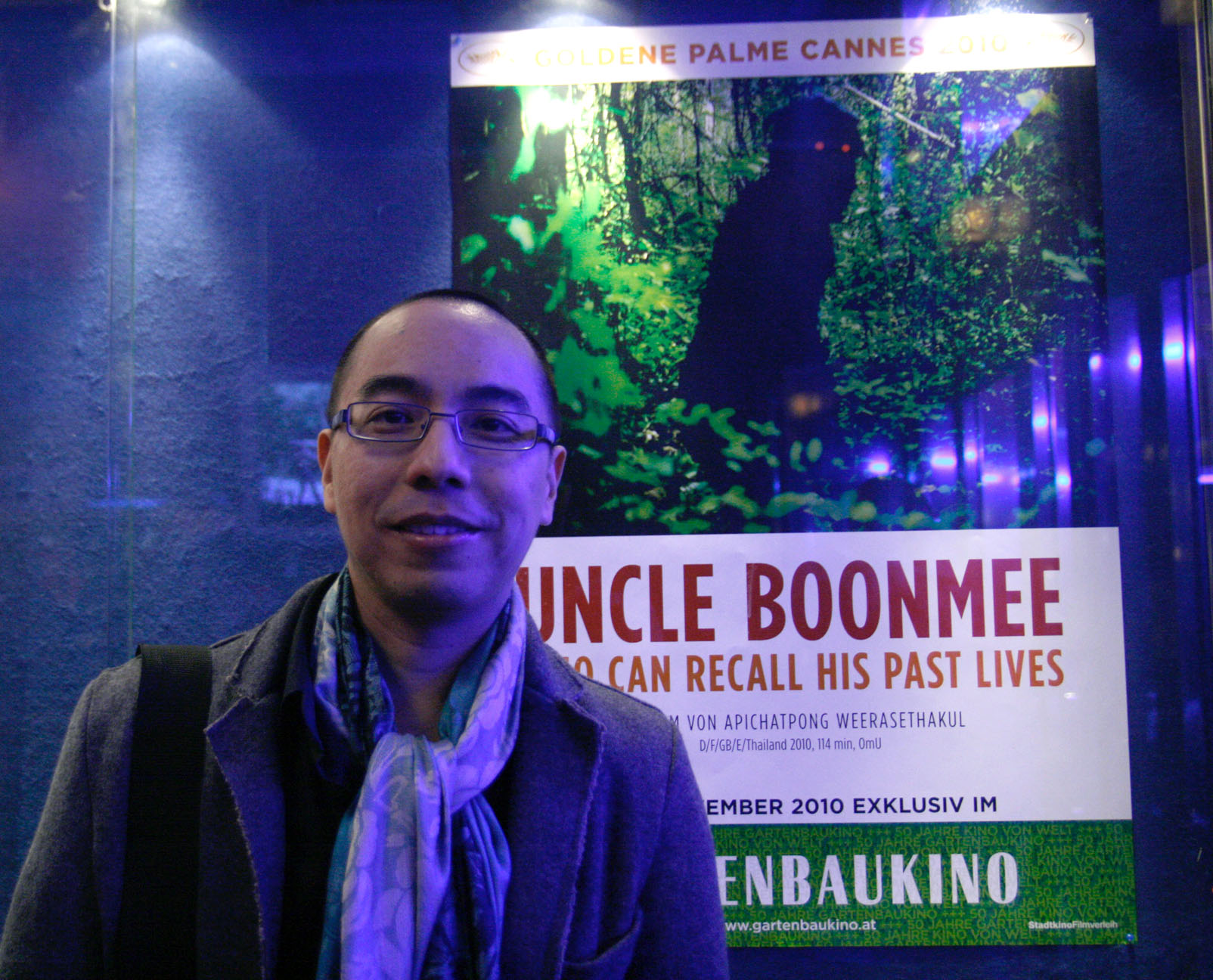
Apichatpong Weerasethakul präsentiert Uncle Boonmee erinnert sich an seine früheren Leben (2010)

2005 wurden 85.200 Besucher gezählt. 2006 erreichten 313 Vorstellungen, davon 114 ausverkauft, 88.900 Besucher und eine Auslastung von 78,4 Prozent.
Die Viennale 2007 ging mit einem Zuschauerrekord von 91.700 Besuchern bei 321 Vorstellungen – davon 126 ausverkauft – und einer Auslastung von rund 79,2 Prozent zu Ende.
Die Viennale 2009, die um einen Tag verlängert wurde, bot den Besuchern zwei große, Personen gewidmete Schwerpunkte: State of Grace als Tribute für Ehrengast Tilda Swinton und Fight for Us mit Filmen Lino Brockas. Unter den Filmemachern, die anreisten und für Gespräche mit dem Publikum zur Verfügung standen, waren Shirin Neshat, Shoja Azari, Guo Xiaolu, Nobuhiro Suwa, Asghar Farhadi u. v. a. Jonathan Rosenbaum kuratierte die Reihe The unquiet American – Transgressive Comedies from the U.S. als Kooperation von Viennale und Österreichischem Filmmuseum. Der österreichische Film war unter anderem durch den Eröffnungsfilm La Pivellina von Tizza Covi und Rainer Frimmel und Lourdes von Jessica Hausner, beide als österreichische Erstaufführung, sowie die Uraufführungen von Peter Kerns Blutsfreundschaft und Bock for President von Houchang und Tom-Dariusch Allahyari repräsentiert. Die Dokumentation über Ute Bock wurde als Zeichen der Solidarität mit den Protesten an österreichischen Universitäten als Vorpremiere bereits am 31. Oktober im von Studenten besetzten Audimax der Universität Wien gezeigt. Insgesamt präsentierte die Viennale 2009 rund 300 Spiel-, Dokumentar-, Kurz- und Experimentalfilme.
Der Eröffnungsfilm der Viennale 2010 war Von Menschen und Göttern von Xavier Beauvois, der bei den Filmfestspielen von Cannes mit dem Großen Preis der Jury ausgezeichnet wurde. Schwerpunkte des Festivals in diesem Jahr waren den Filmen von Larry Cohen und William Lubtchansky gewidmet, die Special Programs präsentierten unter anderem Werke von Denis Côté und Siegfried A. Fruhauf. Eigene Abende waren den Filmen von Lou Reed, Klaus Lemke, Merv Bloch und Günther Straschek gewidmet und die Retrospektive zeigte Filme von Eric Rohmer. Der Trailer zur Viennale 2010 wurde von dem thailändischen Filmemacher Apichatpong Weerasethakul gestaltet, dessen in Cannes mit der Goldenen Palme prämierter Film Uncle Boonmee erinnert sich an seine früheren Leben ebenfalls im Programm des Festivals zu sehen war. Insgesamt besuchten in diesem Jahr 96.300 Zuseher die 351 Vorstellungen, von denen 123 ausverkauft waren.

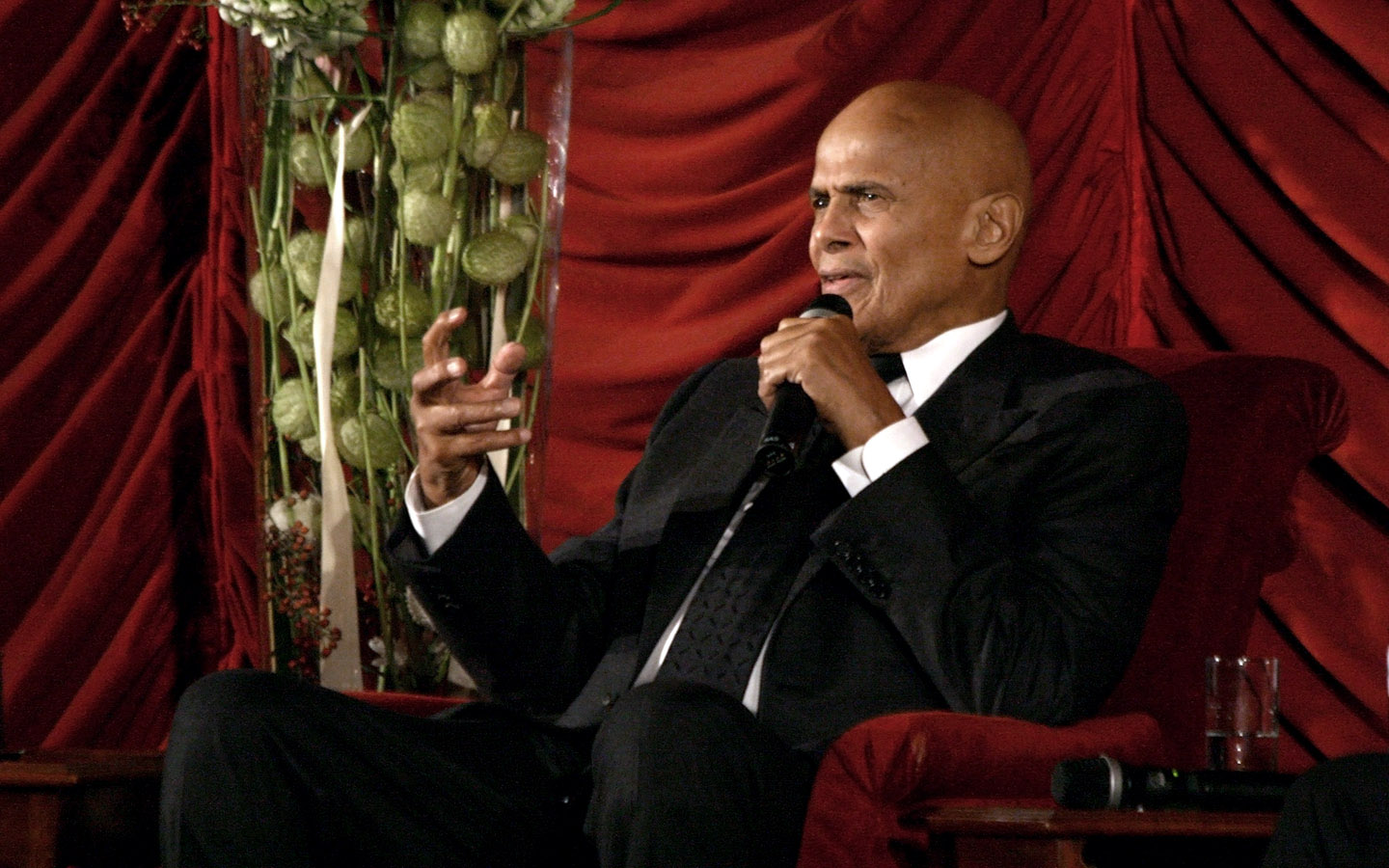
Harry Belafonte zu Gast bei der Viennale 2011

Tribute-Programme der Viennale 2011 waren Harry Belafonte und dem Produzenten Jeremy Thomas gewidmet, die Retrospektive dem Werk Chantal Akermans. Im Mittelpunkt des Special Programs standen die Künstlerin Lee Ann Schmitt sowie in Between Inner and Outer Space Kurzfilme von David Lamelas, Mark Leckey und anderen, die sich mit Kunsträumen (Museen, Galerien) als Orten der Präsentation sowie Ateliers als Produktionsstätten befassen. Den Trailer zur Viennale 2011 („The 3 Rs“) gestaltete David Lynch.

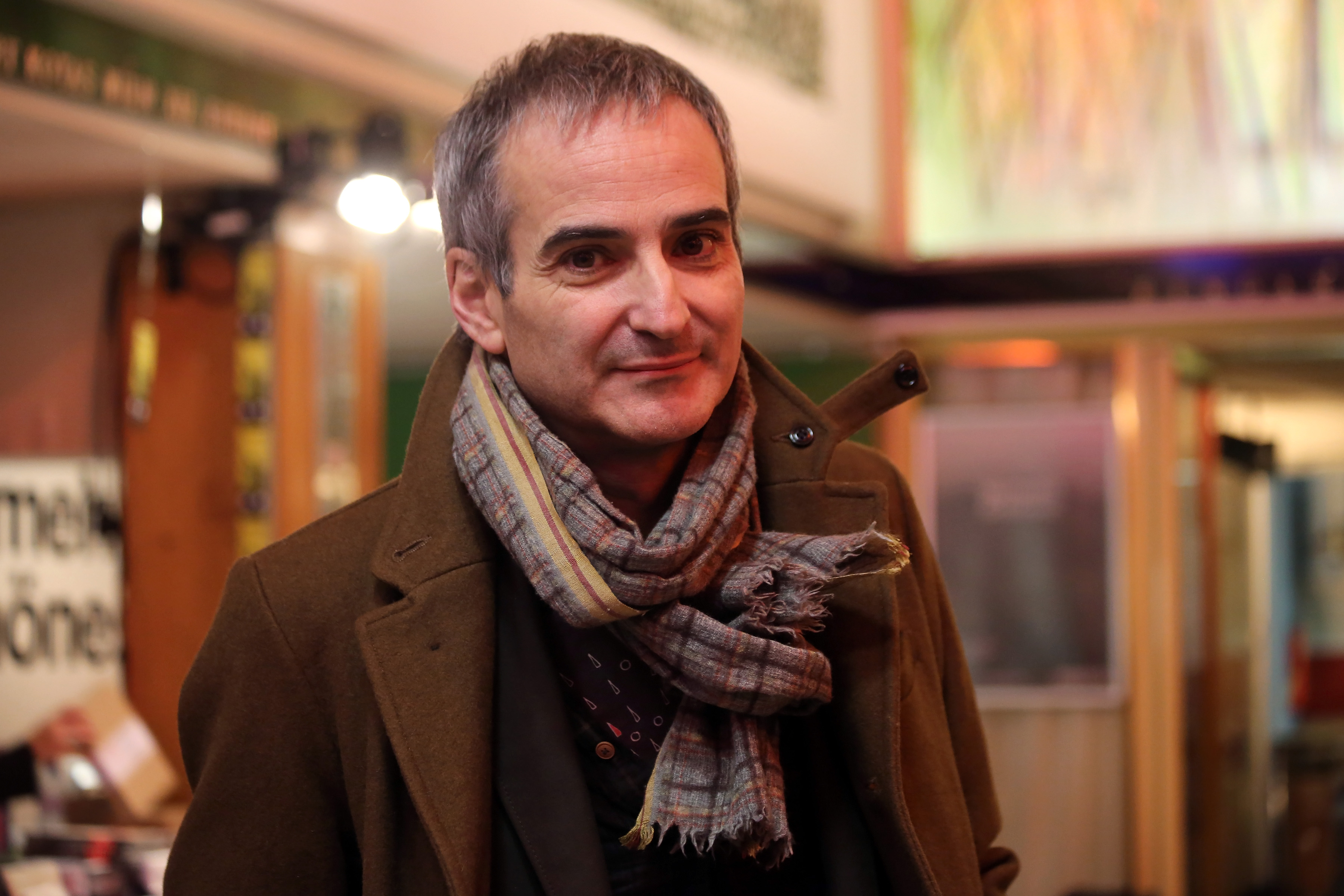
Olivier Assayas präsentiert Après mai (2012)

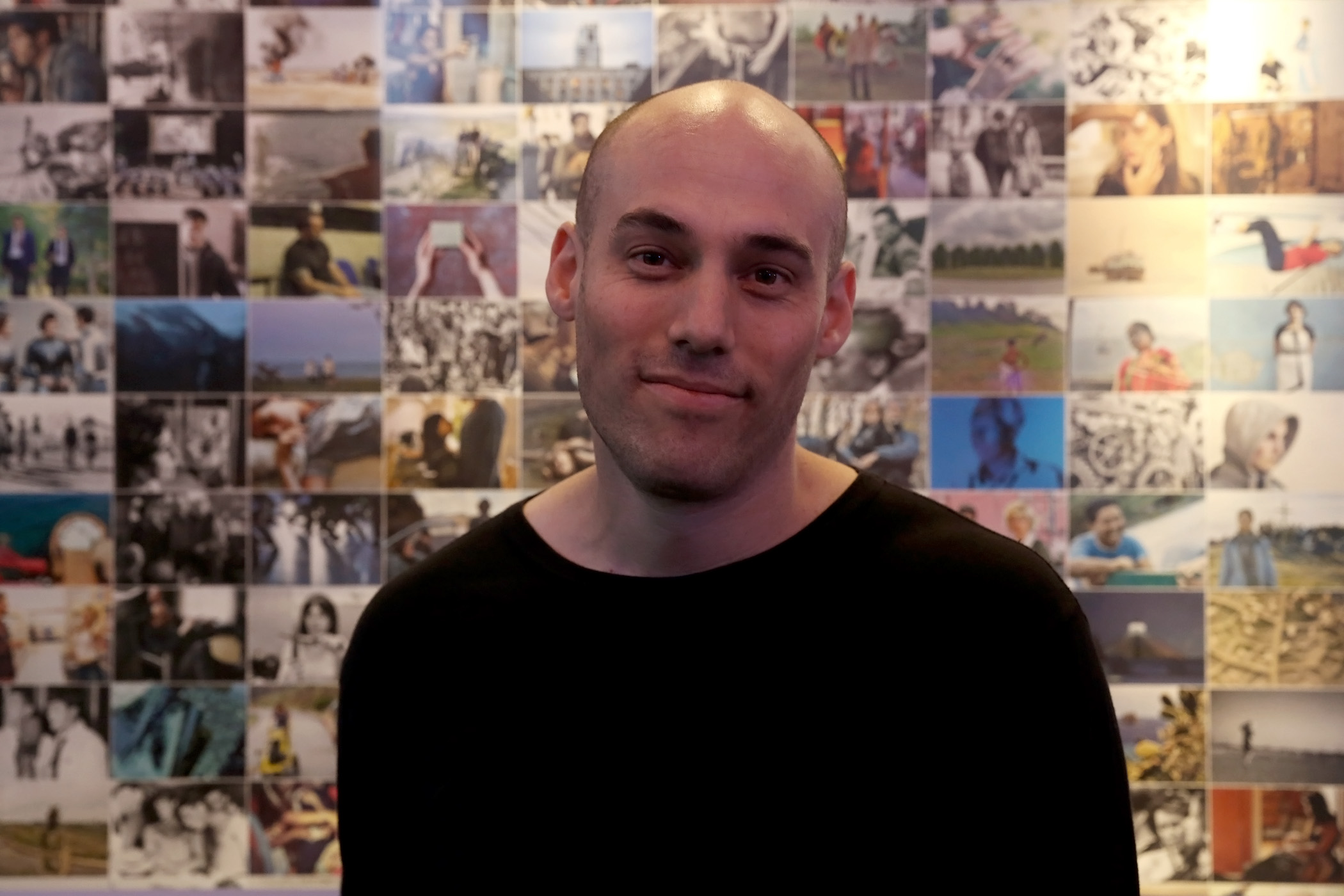
Joshua Oppenheimer präsentiert The Act of Killing (2013)

Im Jahr 2012 beging die Viennale ihre 50. Ausgabe, wobei insgesamt rund 140 aktuelle Lang-Spielfilme sowie mehr als 100 Kurzfilme und ältere Werke in verschiedenen Spezialprogrammen auf dem Programm standen. Eröffnet wurde das Festival mit Argo von Ben Affleck. Das Tribute-Programm war Michael Caine gewidmet, von dem zehn Filme gezeigt wurden und der auch als Gast anwesend war. Die Retrospektive in Kooperation mit dem Filmmuseum zeigte Werke von Fritz Lang, darunter zwei Fassungen von Metropolis und M – Eine Stadt sucht einen Mörder. Mit That’s Wolf wurde der Fotograf und Kameramann Wolfgang Suschitzky (Get Carter) zu seinem 100. Geburtstag geehrt. Peter Kubelka zeigte in einer einmaligen Vorführung mit zwei parallel laufenden 35-mm-Projektoren seine Filme Arnulf Rainer (1960) und Antiphon (2012) und wurde in Martina Kudláčeks Fragments Of Kubelka (2012, 232 min) porträtiert. Im Special Program They wanted to see something different lief eine von Jörg Buttgereit kuratierte Auswahl von Filmen im Genre des Unheimlichen und Monströsen (Alien, The Angry Red, Fantastic Voyage, Deliverance u. a.). Five Women zeigte Werke von Coleen Fitzgibbon, Narcisa Hirsch, Mati Diop, Kurdwin Ayub und Amy Seimetz. Neu im Programm des Festivals war die Programmschiene In Focus, um eher unbekannte Filmemacher ins Bewusstsein der Besucher zu rücken. Den Anfang machten 2012 der Portugiese Manuel Mozos und der Italiener Alberto Grifi. Ein weiterer Gast der Viennale war Patti Smith, die den von ihr produzierten Jem-Cohen-Film Museum Hours präsentierte und ein Konzert im Metro-Kino gab.

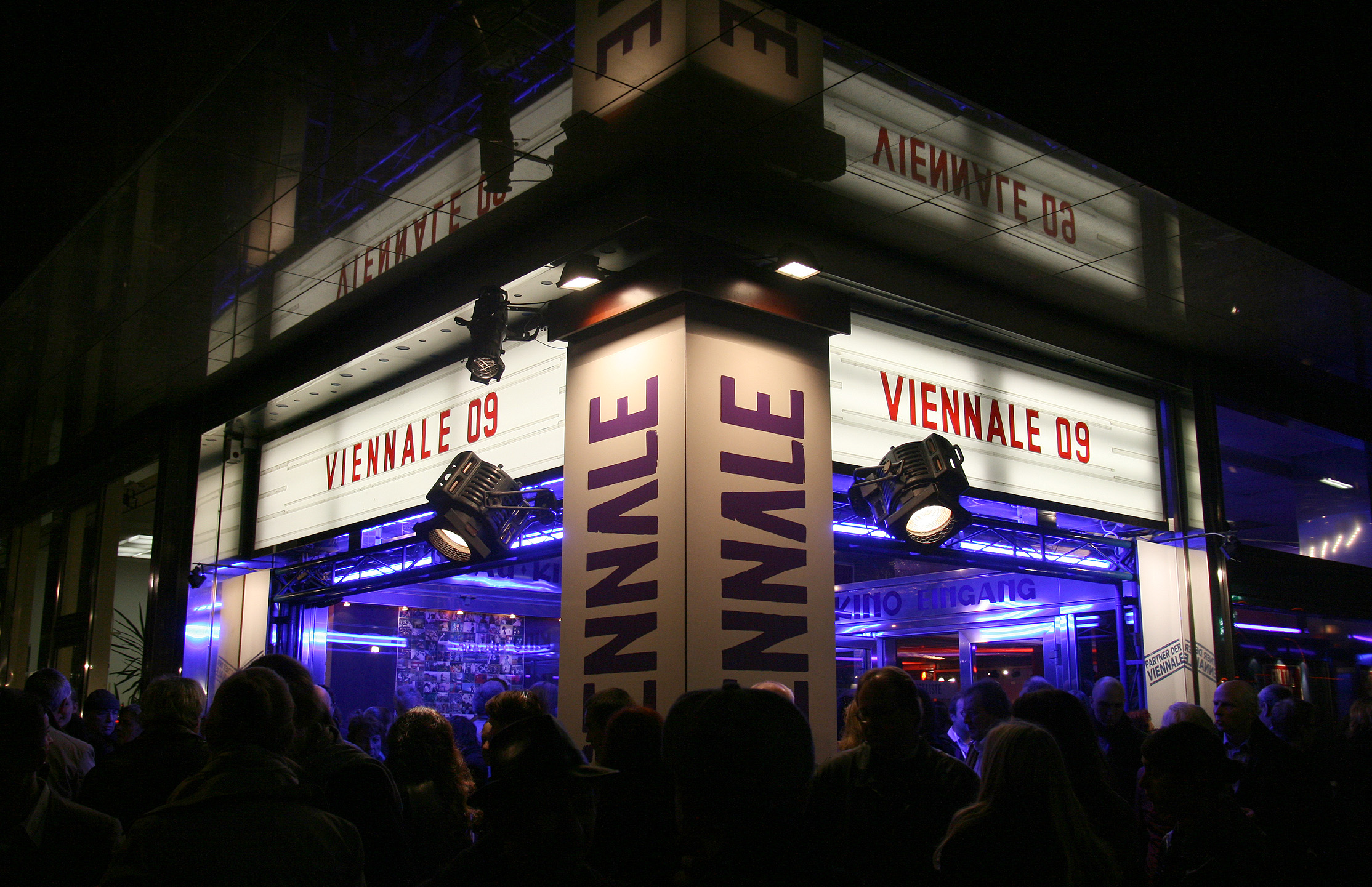
Gartenbaukino, Eröffnungsabend der Viennale 2009
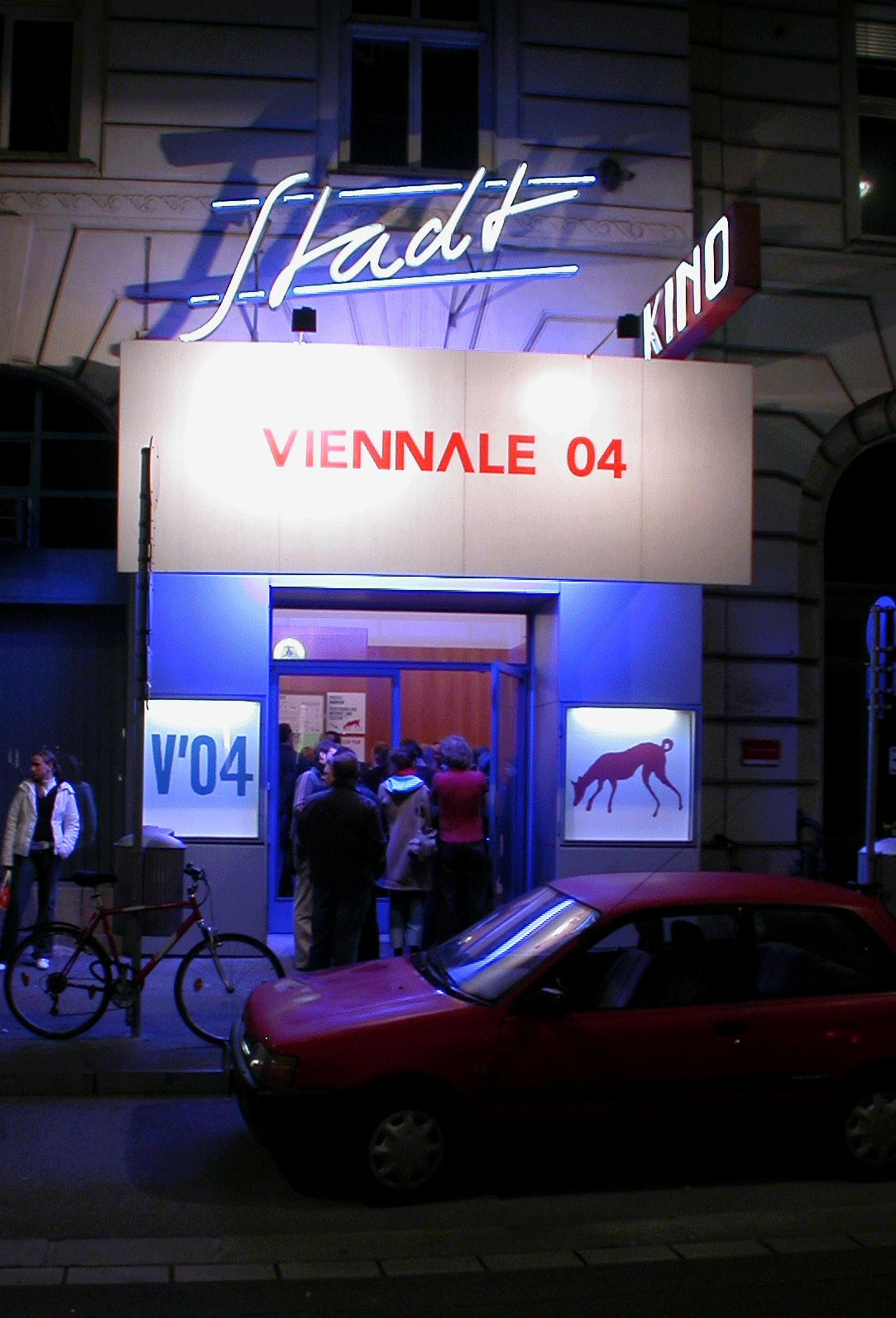
Stadtkino, Viennale 2004
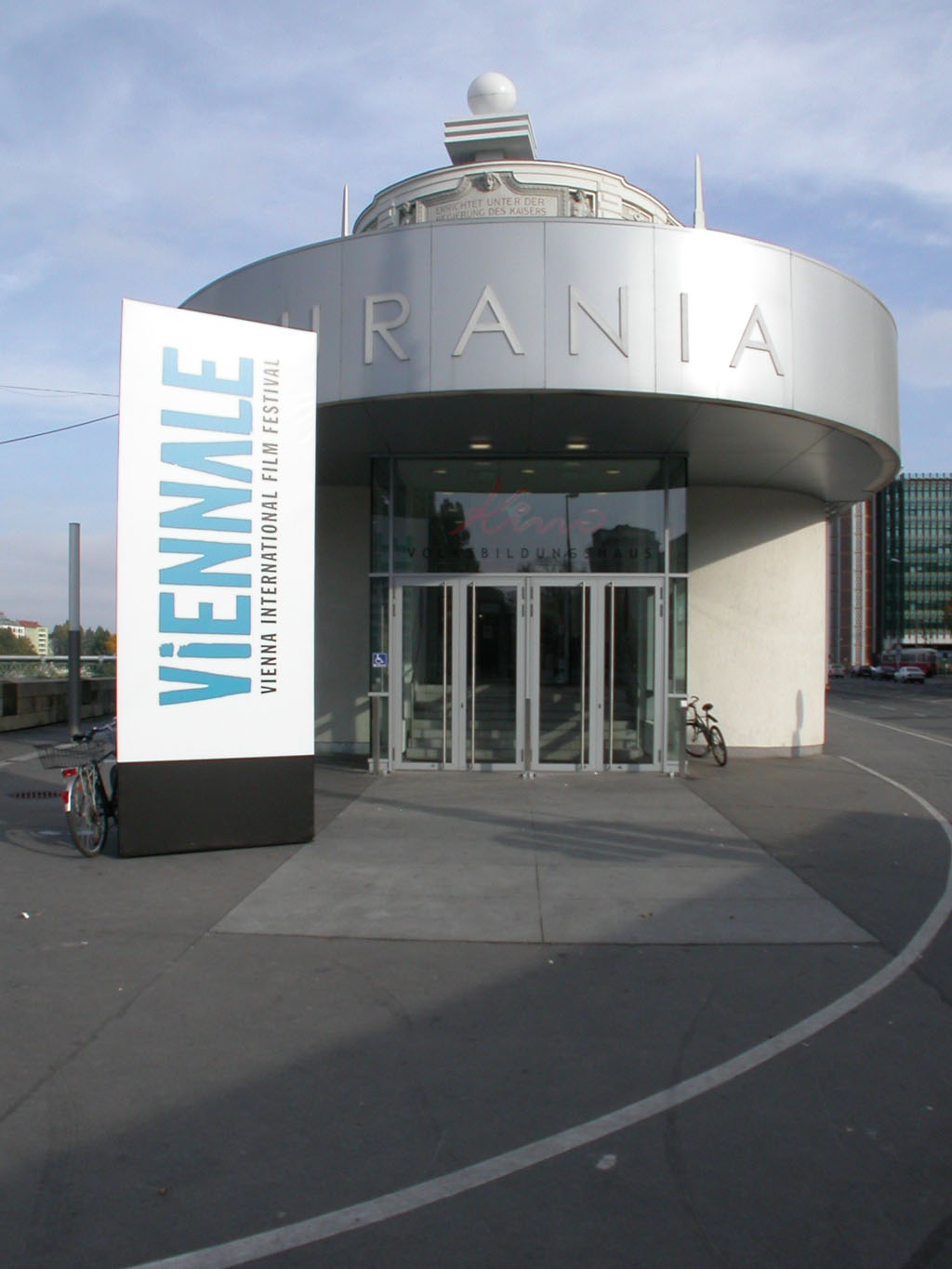
Urania, Viennale 2004
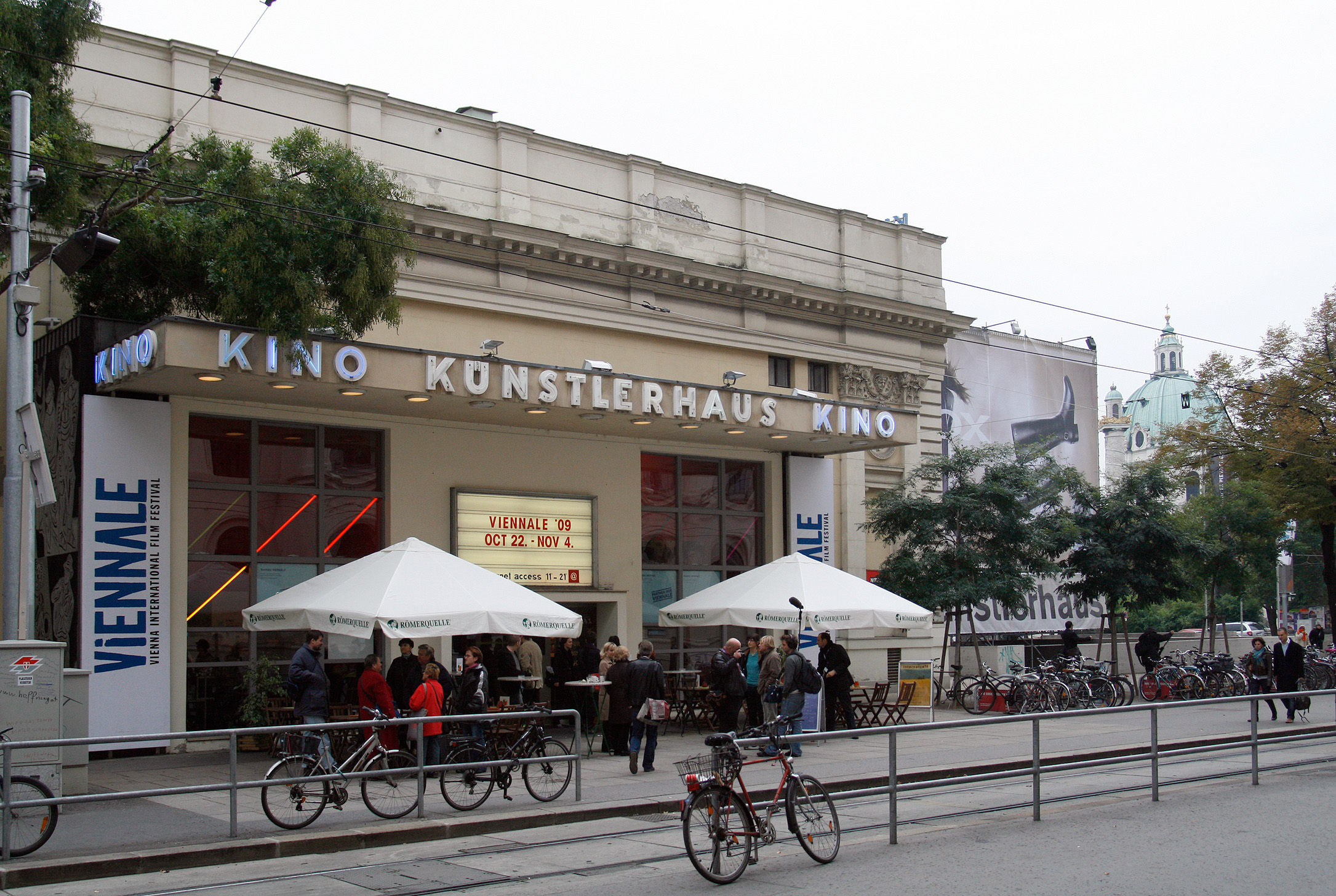
Künstlerhaus-Kino, Viennale 2009
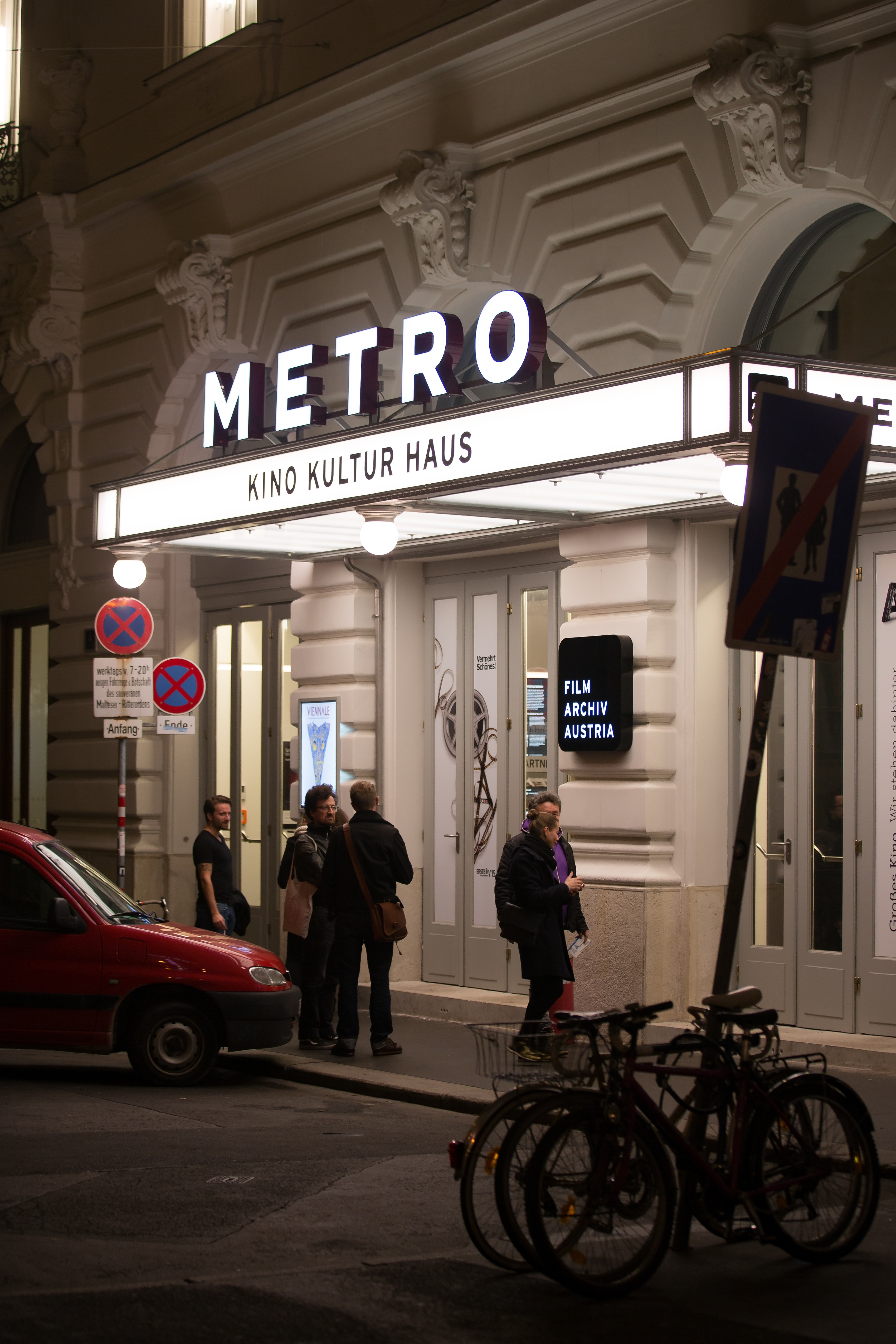
Metro-Kino, Viennale 2015

Im Jahr 2015 porträtierte ORF.at einige langgediente Saalregisseure der Viennale, also jene Mitarbeiter, die für den reibungslosen Ablauf in den Kinosälen verantwortlich sind – darunter Manfred Schwaba, Birgit Baldasti und Magda Tothova.
2015 wurde der Film Einer von uns, der erste Langfilm von Stephan Richter (* 1980), gezeigt, der sich an den Todesschuss in einem Supermarkt bei Krems 2009 anlehnt. Ein 14 Jahre junger Einbrecher wurde von einem Polizisten von hinten erschossen. Der Film schildert die Tristesse des Vororts und das Leben der Jugendliche. Jack Hofer, ein junger Laiendarsteller, spielt die Hauptrolle des Julius.

### Ab 2017

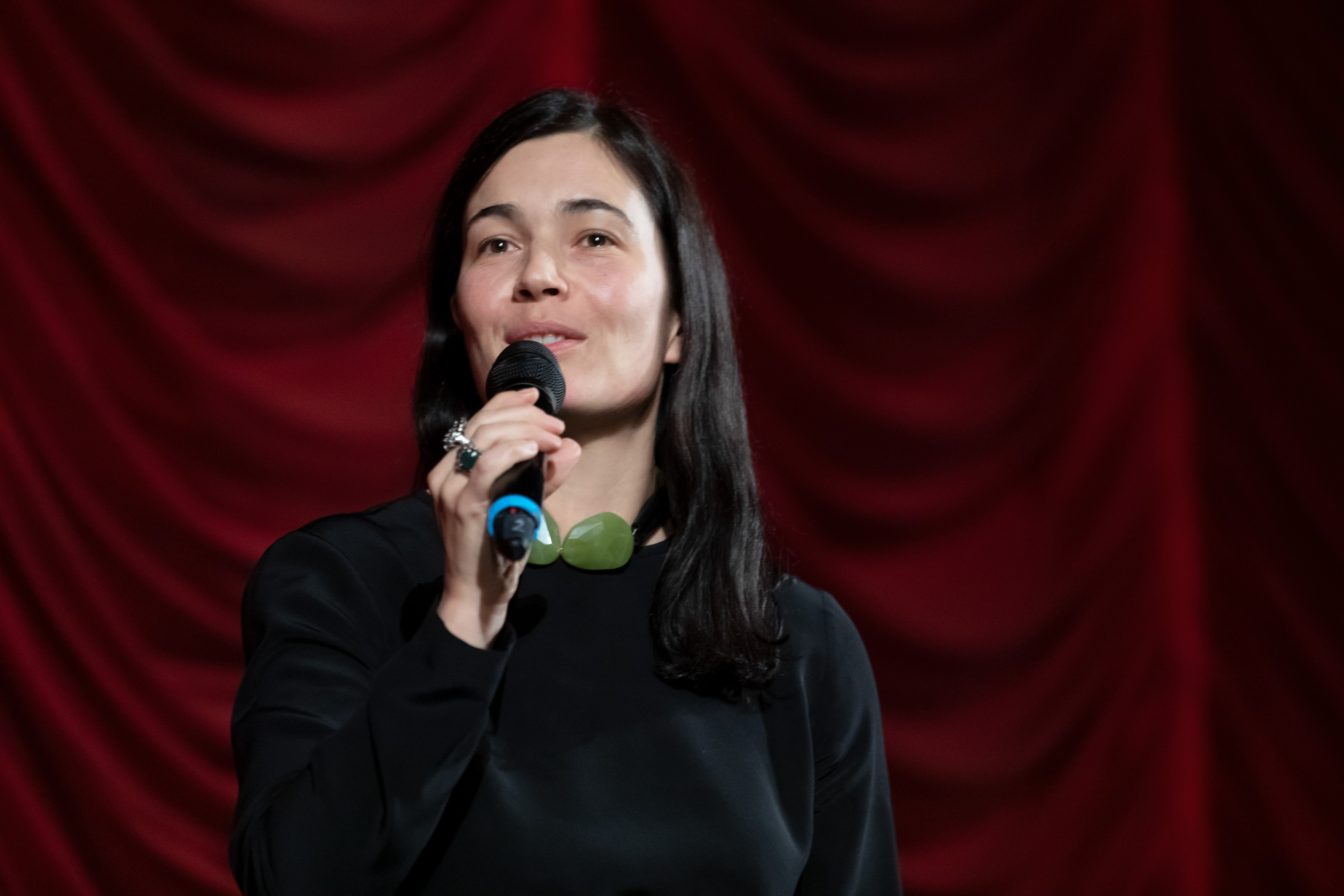
Eva Sangiorgi (2018)

Nach dem Tod von Hans Hurch im Juli 2017 wurde Franz Schwartz, Mitglied des Kuratoriums und ehemaliger Leiter des Stadtkinos am Schwarzenbergplatz, im August 2017 zum interimistischen Leiter der Viennale bestellt. Für die Viennale 2017 im Oktober 2017 wurden vierzehn künstlerische Weggefährten von Hurch, darunter Ed Lachman und Tilda Swinton, gebeten, je einen Film zu benennen, den sie dem Verstorbenen widmen möchten. Rund 70 Prozent der Werke der Viennale 2017 wurden noch von Hurch selbst ausgewählt.
Im Jänner 2018 wurde Eva Sangiorgi als künstlerische Leiterin der Viennale vorgestellt. Sie zeichnete erstmals für die 56. Viennale vom 25. Oktober bis zum 8. November 2018 verantwortlich. Unter anderem hob sie die Unterscheidung zwischen Dokumentations- und Spielfilmsparte, sowohl im Programm als auch bei den Auszeichnungen, auf.
Die 58. Viennale im Jahr 2020 war aufgrund der COVID-19-Pandemie und der dadurch ausgedünnten Lage am Filmmarkt um drei Tage kürzer als vorgesehen. Über mehr Wiederholungen von Projektionen und eine höhere Anzahl an Spielstätten begegnete man der geringen Zahl an erlaubten Zuschauern. In Kooperation mit der pandemiebedingt abgesagten Diagonale wurde ein Österreichschwerpunkt gesetzt. So wurde eine Reihe an Werken, die in Graz Premiere gehabt hätten, bei der Viennale gezeigt. Neben Gartenbau-Kino, Urania, Metrokino, Kulturhaus und Stadtkino wurden mit dem Votivkino, dem Blickle Kino im Belvedere 21, dem Admiralkino, dem Filmcasino und dem Studio Molière fünf zusätzliche Säle bespielt.
Im Dezember 2021 wurde Paolo Calamita als Nachfolger von Eva Rotter Geschäftsführer der Viennale. 2025 wurde der deutsche Filmemacher Christian Petzold Präsident. Die Funktion war seit dem Tod von Eric Pleskow im Jahr 2019 vakant.

### Leitung
- 1960–1968: Sigmund Kennedy[17]
- 1968–1973: Otto Wladika
- 1973–1981: Edwin Zbonek
- 1981–1986: Edwin Zbonek und Helmuth Dimko
- 1986–1988: Helmuth Dimko
- 1988–1990: Helmuth Dimko und Veronika Haschka
- 1990–1993: Werner Herzog und Reinhard Pyrker
- 1993–1995: Wolfgang Ainberger und Alexander Horwath
- 1995–1997: Alexander Horwath
- 1997–2017: Hans Hurch
- 2017–2018: Franz Schwartz (interimistisch)
- ab 2018: Eva Sangiorgi[17]

## Programm
In einer Art lebendigem, kulturellem Ausnahmezustand präsentiert die Viennale nach eigener Darstellung in ihrem rund 300 Filme umfassenden Hauptprogramm eine filmische Entdeckungsreise durch das Kino der Welt. Sie zeigt eine akzentuierte Auswahl neuer filmischer Arbeiten, darunter auch nationale und internationale Premieren und durchweg Beispiele einer lebendigen Kinematographie. Das Programm versammelt große Filme, die bei Festivals in aller Welt – von Cannes bis Buenos Aires – ihre Premieren feierten. Sie kommen in einer Vielfalt von Formen und Längen, tonalen Lagen und Genres. Für viele Regisseure stellt die Viennale die einzige Möglichkeit dar, ihre Arbeiten in Österreich zu zeigen, denn nicht viele Filme aus dem Festivalprogramm kommen in den regulären Kinospielbetrieb.

### Sonderprogramme und Retrospektive
Das aktuelle Programm des Festivals wird durch ausgewählte Monografien, Kinematografien und Historiografien – welche bedeutenden Persönlichkeiten, Genres oder Thematiken des internationalen Kinos gewidmet sind – fortgeschrieben und ergänzt. Darüber hinaus veranstaltet die Viennale gemeinsam mit dem Österreichischen Filmmuseum jedes Jahr eine umfangreiche historische Retrospektive.

### Mehr als Kino
Mit einem umfangreichen Rahmenprogramm an Diskussionen, Lectures und künstlerischen Interventionen sowie Ausstellungen und Konzerten, ist das Festival zugleich Ort der Auseinandersetzung und Reflexion. Auch Feste, Premierenfeiern, musikalische Events sowie DJ-Lines und Partys gehören zum Geschehen des Festivals.

## Filmpreise bei der Viennale
Die Viennale ist ein Festival ohne Wettbewerb. Im Rahmen der Viennale werden aber der FIPRESCI-Preis der International Film Critics’ Association, der von der Stadt Wien gestiftete Wiener Filmpreis, der ErsteBank MehrWERT-Filmpreis und DER STANDARD-Viennale-Publikumspreis vergeben.
- FIPRESCI, die Internationale Filmkritiker- und Filmjournalisten-Vereinigung, wurde 1930 gegründet und hat sich der Pflege journalistischer Ethik verschrieben. Sie vergibt auf zahlreichen Filmfestivals Preise, in der Regel an Erstlingswerke junger Regisseure.
- Der Wiener Filmpreis wurde von der Stadt Wien gestiftet und wird im Rahmen der Viennale verliehen. Neben dem Preis für den besten österreichischen Langfilm wird auch ein Spezialpreis der Jury verliehen. Die Dotierung besteht aus einem Geldbetrag und Sachzuwendungen.
- Der Standard organisiert den DER STANDARD-Viennale-Publikumspreis. Die Juroren wählen aus den Festivalbeiträgen einen Film aus, der noch keinen Verleih in Österreich hat. Findet der ausgezeichnete Film in der Folge einen Vertrieb, unterstützt Der Standard den Filmstart mit kostenlosem Anzeigenraum in der Zeitung.
- Der Erste Bank MehrWERT-Filmpreis wird von einer unabhängigen Jury an eine auf der Viennale präsentierte österreichische Filmproduktion vergeben. Die Verleihung erfolgt während der Abschlussgala. Dem Preisträger wird ein zweimonatiger Aufenthalt in New York ermöglicht, der mit einer Präsentation eigener Arbeiten verbunden ist.